# Детлаф, Антон Осипович
Антон Осипович (Иосифович) Детлаф (19 июня 1883, Минск — 23 марта 1969, Москва) — член Всероссийского учредительного собрания, преподаватель математики.

## Биография
Родился в семье пекаря. Отец был родом из семьи рыбака-кашуба из окрестностей Киля. Он осиротел в 13 лет, когда его отец утонул в море, и после этого ушёл на заработки. В 30 лет он осел в Минске и женился на 16-летней немке, Иде. Из пяти детей выжило двое. Старший Фёдор впоследствии стал настройщиком, совладельцем фирмы «Циммерман и Детлаф», хозяином фабрики музыкальных инструментов «Детлаф и Ко». В 1893 году семья переехала в Москву. Антон и его старший брат учились в гимназии Петра и Павла. Антон окончил её в 1901 году. Сдал экзамены и в инженерный институт, и одновременно на математическое отделение физико-математического факультета Московского университета, где и начал учиться. Во время студенческой забастовки 1901—1902 годов учился в Свободной русской школе, организованной в Париже М. М. Ковалевским. Там в кружке под руководством народовольца Юдилевича он изучал «Капитал» Маркса. С 1903 года под надзором полиции. Член партии социалистов-революционеров. В 1905 Детлаф участвовал в событиях на Красной Пресне. В 1906 окончил математическое отделение Московского университета с дипломом первой степени, в том же году поступил на второй курс естественного отделения, так как хотел стать почвоведом.
Осенью 1905 и по лето 1907 года Детлаф участвовал в работе межпартийной военной подпольной организации и в рабочих кружках. Учительствовал в Домниковских рабочих кружках. Арестован в 1907 во время солдатской сходки. Осенью того же года был вынужден был тайно перейти границу и эмигрировать в Швейцарию. В Швейцарии Детлаф поступил на сельскохозяйственное отделение Цюрихского Политехникума. Во время учёбы на жизнь он зарабатывал уроками.
В те же годы в жизнь Антона Детлафа вошла большая любовь. Он познакомился с девушкой-еврейкой Саррой Шафит. Её отец Арон Шафит, раввин в Кобрине, воспротивился браку дочери с католиком. Антон стал тайно вносить деньги в еврейскую общину на стипендию Сарре для обучения в Цюрихском медицинском институте. Сарра, ничего не подозревая, поехала учиться в Цюрих. Весной 1910 года Детлаф окончил Политехникум, получив диплом агронома. Вернувшись на родину, Детлаф был взят под полицейский надзор, устроиться на работу он сумел только осенью 1910 года в частную женскую гимназию и коммерческое училище в станице Каменской в области Войска Донского. Весной 1911 года Детлаф был приглашён преподавать математику в Малаховской общественной гимназии для детей обоего пола, построенной на частные средства пациентов доктора Михаила Самойловича Леоненко. Летом 1911 года Антон Детлаф ездил в Цюрих для встречи с Саррой Шафит. Сарра оформила фиктивный брак с другом Антона Детлафа, Бейлинзоном, браку с единоверцем её отец не противился. Вскоре отец Сарры, Арон Шафит эмигрировал из России.
С 1917 года председатель исполкома Всероссийского земского союза армии. Избран во Всероссийское учредительное собрание в избирательном округе Юго-Западного фронта по списку № 1 (эсеры и Совет Крестьянских депутатов фронта). Участник заседания Учредительного собрания 5 января.
А. О. Детлаф вернулся в Москву, где поступил на службу преподавателем математики, позднее заведующим в Таганское коммерческое училище, преобразованное вскоре в трудовую школу второй
ступени. Родители Антона и старший брат Фёдор, сохранявшие немецкое гражданство, уехали в Данию. С середины 1919 года А. О. Детлаф становится заведующим педагогическим курсами, с 1920 года переименованными педагогический техникум. Техникум возник в бывшем имении Чернышевых-Безобразовых в селе Ивановском под Волоколамском на базе эвакуированной из Польши Андреевской учительской семинарии. В Волоколамском техникуме Детлаф проработал до 1930 года. В 1929 году пришло распоряжение отчислить из техникума всех детей духовенства. Детлаф воспротивился, какое-то время он работал исполняющим обязанности заведующего, в 1930 году ушёл в отставку и семья переехала в Малаховку, где оставались связи со времён работы в Малаховской гимназии. С сентября 1930 Детлаф приступил к работе доцентом на кафедре высшей математики в Московском агропедагогическом институте. В 1932 году институт был переведён в Саратов и Детлаф перешёл на работу Московский сельскохозяйственный институт картофельного хозяйства Наромзема РСФСР. С осени 1933 по 1940 год доцент кафедры высшей математики Всесоюзной Академии Соцземледелия. 11 июля 1939 года скончалась Софья Ароновна Детлаф.
Во время войны А. О. Детлаф вместе с дочерью был в эвакуации в Чувашии и в Казахстане. Вернувшись в Москву, с 1 февраля 1944 года — доцент кафедры высшей математики в Московском институте инженеров землеустройства. В 1945—1946 годах тяжело болел. С сентября 1947 работал доцентом и заведующим кафедры математики Московском городском учительском институте. Вышел на пенсию в 1965 году.
23 марта 1969 года скончался в Боткинской больнице в Москве после того, как был сбит на улице машиной.

## Труды
- Учебник математики для сельхозтехникумов. Учепгиз. 1933. 42 п.л.

## Семья
Жена — Софья (Сарра) Ароновна (1888?—1939), разведённая Бейлинзон, урождённая Шафит, врач
Дочь — Татьяна Антоновна (1912—2006), биолог развития, доктор биологических наук, ученица М. М. Завадовского, Д. П. Филатова, И. И. Шмальгаузена.
Сын — Андрей Антонович, (1922—2003), кандидат технических наук, профессор МЭИ. Автор книг по физике.